# العلاقات الأوكرانية القطرية
العلاقات الأوكرانية القطرية هي العلاقات الثنائية التي تجمع بين أوكرانيا وقطر.

## مقارنة بين البلدين
هذه مقارنة عامة ومرجعية للدولتين:
| وجه المقارنة                                              | أوكرانيا                                   | قطر           |
| --------------------------------------------------------- | ------------------------------------------ | ------------- |
| المساحة (كم2)                                             | 603.63 ألف                                 | 11.44 ألف     |
| عدد السكان (نسمة)                                         | 45.55 مليون                                | 2.64 مليون    |
| الكثافة السكانية (ن./كم²)                                 | 75.46                                      | 230.77        |
| العاصمة                                                   | كييف                                       | الدوحة        |
| اللغة الرسمية                                             | اللغة الأوكرانية                           | اللغة العربية |
| العملة                                                    | هريفنا أوكرانية، كاربوفانيتس، روبل سوفييتي | ريال قطري     |
| الناتج المحلي الإجمالي (بليون دولار)                      | 112.15 مليار                               | 167.61 مليار  |
| الناتج المحلي الإجمالي (تعادل القوة الشرائية) بليون دولار | 352.98 مليار                               | 316.40 مليار  |
| الناتج المحلي الإجمالي الاسمي للفرد دولار أمريكي          | 2.11 ألف                                   | 73.65 ألف     |
| الناتج المحلي الإجمالي للفرد دولار أمريكي                 | 8.66 ألف                                   | 141.54 ألف    |
| مؤشر التنمية البشرية                                      | 0.747                                      | 0.850         |
| رمز المكالمات الدولي                                      | +380                                       | +974          |
| رمز الإنترنت                                              | .ua، .укр ‏                                 | .qa           |
| المنطقة الزمنية                                           | ت ع م+02:00، ت ع م+03:00، توقيت شرق أوروبا | ت ع م+03:00   |

## منظمات دولية مشتركة
يشترك البلدان في عضوية مجموعة من المنظمات الدولية، منها:
| علم المنظمة | اسم المنظمة                               | تاريخ انضمام أوكرانيا | تاريخ انضمام قطر |
| ----------- | ----------------------------------------- | --------------------- | ---------------- |
|             | يونسكو                                    | 12 مايو 1954          | 27 يناير 1972    |
|             | وكالة ضمان الاستثمار متعدد الأطراف        | 19 يوليو 1994         | 22 أكتوبر 1996   |
|             | الأمم المتحدة                             | 24 أكتوبر 1945        | 21 سبتمبر 1971   |
|             | الاتحاد البريدي العالمي                   | ?                     | ?                |
|             | البنك الدولي للإنشاء والتعمير             | 3 سبتمبر 1992         | 25 سبتمبر 1972   |
|             | المنظمة الهيدروغرافية الدولية             | ?                     | ?                |
|             | الاتحاد الدولي للاتصالات                  | 7 مايو 1947           | 27 مارس 1973     |
|             | منظمة حظر الأسلحة الكيميائية              | ?                     | ?                |
|             | مؤسسة التمويل الدولية                     | 18 أكتوبر 1993        | 11 أكتوبر 2008   |
|             | المركز الدولي لتسوية المنازعات الاستشارية | 7 يوليو 2000          | 20 يناير 2011    |
|             | منظمة التجارة العالمية                    | 16 مايو 2008          | ?                |
|             | منظمة الشرطة الجنائية الدولية             | ?                     | ?                |

## وصلات خارجية
- موقع وزارة الخارجية الأوكرانية
- موقع وزارة الخارجية القطرية